# Canton des Portes du Couserans
Le canton des Portes du Couserans est une circonscription électorale française du département de l'Ariège créée par le décret du 18 février 2014 et entrée en vigueur lors des élections départementales de 2015.

## Histoire
Un nouveau découpage territorial de l'Ariège entre en vigueur à l'occasion des élections départementales de mars 2015, défini par le décret du 18 février 2014, en application des lois du 17 mai 2013 (loi organique 2013-402 et loi 2013-403). Les conseillers départementaux sont, à compter de ces élections, élus au scrutin majoritaire binominal mixte. Les électeurs de chaque canton élisent au Conseil départemental, nouvelle appellation du Conseil général, deux membres de sexe différent, qui se présentent en binôme de candidats. Les conseillers départementaux sont élus pour 6 ans au scrutin binominal majoritaire à deux tours, l'accès au second tour nécessitant 12,5 % des inscrits au 1er tour. En outre la totalité des conseillers départementaux est renouvelée. Ce nouveau mode de scrutin nécessite un redécoupage des cantons dont le nombre est divisé par deux avec arrondi à l'unité impaire supérieure si ce nombre n'est pas entier impair, assorti de conditions de seuils minimaux. Dans l'Ariège, le nombre de cantons passe ainsi de 22 à 13.
Le canton des Portes du Couserans est formé de communes des anciens cantons de Sainte-Croix-Volvestre (12 communes) et de Saint-Lizier (16 communes). Le canton est entièrement inclus dans l'arrondissement de Saint-Girons. Le bureau centralisateur est situé à Saint-Lizier.

## Représentation
| Période élective | Période élective | Mandat | Mandat   | Identité        | Nuance | Nuance | Qualité                                                                         |
| ---------------- | ---------------- | ------ | -------- | --------------- | ------ | ------ | ------------------------------------------------------------------------------- |
| 2015             | 2021             | 2015   | 2021     | Alain Bari      |        | DVD    | Ancien conseiller général du canton de Sainte-Croix-Volvestre Maire de Lasserre |
| 2015             | 2021             | 2015   | 2021     | Magalie Bernère |        | DVD    | Maire de Taurignan-Vieux                                                        |
| 2021             | 2028             | 2021   | en cours | Nathalie Auriac |        | PS     | Ancien cadre Maire de Gajan                                                     |
| 2021             | 2028             | 2021   | en cours | Michel Pichan   |        | PS     | Médecin anesthésiste retraité Maire de Saint-Lizier                             |

### Résultats détaillés

#### Élections de mars 2015
À l'issue du 1er tour des élections départementales de 2015, deux binômes sont en ballottage : Alain Bari et Magalie Bernère (DVD, 44,75 %) et Raymond Coumes et Jacqueline Mauran (PS, 40,15 %). Le taux de participation est de 59,24 % (4 549 votants sur 7 679 inscrits) contre 55,65 % au niveau départemental et 50,17 % au niveau national.
Au second tour, Alain Bari et Magalie Bernère (DVD) sont élus avec 54,37 % des suffrages exprimés et un taux de participation de 64,03 % (2 452 voix pour 4 912 votants et 7 671 inscrits).

#### Élections de juin 2021
Le premier tour des élections départementales de 2021 est marqué par un très faible taux de participation (33,26 % au niveau national). Dans le canton des Portes du Couserans, ce taux de participation est de 49 % (3 716 votants sur 7 584 inscrits) contre 42,44 % au niveau départemental. À l'issue de ce premier tour, deux binômes sont en ballottage : Nathalie Auriac et Michel Pichan (PS, 47,81 %) et Alain Bari et Magali Bernère (DVC, 38,54 %).
Le second tour des élections est marqué une nouvelle fois par une abstention massive équivalente au premier tour. Les taux de participation sont de 34,3 % au niveau national, 43,46 % dans le département et 51,09 % dans le canton des Portes du Couserans. Nathalie Auriac et Michel Pichan (PS) sont élus avec 59,52 % des suffrages exprimés (2 136 voix pour 3 874 votants et 7 582 inscrits),,.

## Composition
Le canton des Portes du Couserans comprenait vingt-huit communes entières à sa création.
| Nom                                  | Code Insee | Intercommunalité      | Superficie (km2) | Population (dernière pop. légale) | Densité (hab./km2) | Modifier                                    |
| ------------------------------------ | ---------- | --------------------- | ---------------- | --------------------------------- | ------------------ | ------------------------------------------- |
| Saint-Lizier (bureau centralisateur) | 09268      | CC Couserans-Pyrénées | 9,01             | 1 384 (2022)                      | 154                | modifier les données · modifier les données |
| Bagert                               | 09033      | CC Couserans-Pyrénées | 3,28             | 41 (2022)                         | 13                 | modifier les données · modifier les données |
| Barjac                               | 09037      | CC Couserans-Pyrénées | 2,78             | 43 (2022)                         | 15                 | modifier les données · modifier les données |
| La Bastide-du-Salat                  | 09041      | CC Couserans-Pyrénées | 6,60             | 202 (2022)                        | 31                 | modifier les données · modifier les données |
| Bédeille                             | 09046      | CC Couserans-Pyrénées | 9,46             | 76 (2022)                         | 8,0                | modifier les données · modifier les données |
| Betchat                              | 09054      | CC Couserans-Pyrénées | 22,00            | 356 (2022)                        | 16                 | modifier les données · modifier les données |
| Caumont                              | 09086      | CC Couserans-Pyrénées | 9,22             | 338 (2022)                        | 37                 | modifier les données · modifier les données |
| Cazavet                              | 09091      | CC Couserans-Pyrénées | 17,93            | 192 (2022)                        | 11                 | modifier les données · modifier les données |
| Cérizols                             | 09094      | CC Couserans-Pyrénées | 14,34            | 140 (2022)                        | 9,8                | modifier les données · modifier les données |
| Contrazy                             | 09098      | CC Couserans-Pyrénées | 8,27             | 71 (2022)                         | 8,6                | modifier les données · modifier les données |
| Fabas                                | 09120      | CC Couserans-Pyrénées | 23,04            | 353 (2022)                        | 15                 | modifier les données · modifier les données |
| Gajan                                | 09128      | CC Couserans-Pyrénées | 8,17             | 330 (2022)                        | 40                 | modifier les données · modifier les données |
| Lacave                               | 09148      | CC Couserans-Pyrénées | 4,50             | 116 (2022)                        | 26                 | modifier les données · modifier les données |
| Lasserre                             | 09158      | CC Couserans-Pyrénées | 8,47             | 252 (2022)                        | 30                 | modifier les données · modifier les données |
| Lorp-Sentaraille                     | 09289      | CC Couserans-Pyrénées | 6,15             | 1 392 (2022)                      | 226                | modifier les données · modifier les données |
| Mauvezin-de-Prat                     | 09183      | CC Couserans-Pyrénées | 1,85             | 99 (2022)                         | 54                 | modifier les données · modifier les données |
| Mauvezin-de-Sainte-Croix             | 09184      | CC Couserans-Pyrénées | 5,20             | 52 (2022)                         | 10                 | modifier les données · modifier les données |
| Mercenac                             | 09187      | CC Couserans-Pyrénées | 13,57            | 352 (2022)                        | 26                 | modifier les données · modifier les données |
| Mérigon                              | 09190      | CC Couserans-Pyrénées | 6,33             | 113 (2022)                        | 18                 | modifier les données · modifier les données |
| Montardit                            | 09198      | CC Couserans-Pyrénées | 7,26             | 223 (2022)                        | 31                 | modifier les données · modifier les données |
| Montesquieu-Avantès                  | 09204      | CC Couserans-Pyrénées | 16,52            | 261 (2022)                        | 16                 | modifier les données · modifier les données |
| Montgauch                            | 09208      | CC Couserans-Pyrénées | 9,15             | 112 (2022)                        | 12                 | modifier les données · modifier les données |
| Montjoie-en-Couserans                | 09209      | CC Couserans-Pyrénées | 29,63            | 1 001 (2022)                      | 34                 | modifier les données · modifier les données |
| Prat-Bonrepaux                       | 09235      | CC Couserans-Pyrénées | 14,43            | 858 (2022)                        | 59                 | modifier les données · modifier les données |
| Sainte-Croix-Volvestre               | 09257      | CC Couserans-Pyrénées | 19,66            | 652 (2022)                        | 33                 | modifier les données · modifier les données |
| Taurignan-Castet                     | 09307      | CC Couserans-Pyrénées | 6,78             | 160 (2022)                        | 24                 | modifier les données · modifier les données |
| Taurignan-Vieux                      | 09308      | CC Couserans-Pyrénées | 5,86             | 206 (2022)                        | 35                 | modifier les données · modifier les données |
| Tourtouse                            | 09313      | CC Couserans-Pyrénées | 11,87            | 165 (2022)                        | 14                 | modifier les données · modifier les données |
| Canton des Portes du Couserans       | 0911       |                       | 301,33           | 9 540 (2022)                      | 32                 | modifier les données                        |

## Démographie
En 2022, le canton comptait 9 540 habitants, en évolution de −1,46 % par rapport à 2016 (Ariège : +1,48 %, France hors Mayotte : +2,11 %).
| 2013  | 2018  | 2022  |
| ----- | ----- | ----- |
| 9 520 | 9 588 | 9 540 |